# Nemosia
Nemosia  es un género de aves paseriformes de la familia Thraupidae que agrupa a dos especies nativas de América del Sur, donde se distribuyen en el norte del continente, desde la costa caribeña de Colombia hasta las Guayanas; y desde el sur del río Amazonas desde el noreste de Perú y la Amazonia brasileña hasta el noroeste y noreste de Argentina. A sus miembros se les conoce por el nombre común de tangaras o fruteros, entre otros.

## Etimología
El nombre genérico femenino «Nemosia» deriva del griego «nemos»: clarera, lugar abierto.

## Características
Las dos aves de este género son tráupidos pequeños, miden entre 13 y 14 cm de longitud, bastante diferentes entre sí, de color predominante blanco y gris y que podrían no ser congéneres. Uno (N. pileata) común y ampliamente difundido y el otro (N. rourei) redescubierto en 1998 y restringido a una pequeña área del sureste de Brasil.

## Lista de especies
Según las clasificaciones del Congreso Ornitológico Internacional (IOC) y Clements Checklist v.2019, el género agrupa a las siguientes especies con el respectivo nombre popular de acuerdo con la Sociedad Española de Ornitología (SEO):
| Imagen | Nombre científico | Autor            | Nombre común        | EC (*) |
| ------ | ----------------- | ---------------- | ------------------- | ------ |
|        | Nemosia pileata   | (Boddaert, 1783) | tangara encapuchada | LC     |
|        | Nemosia rourei    | Cabanis, 1870    | tangara golirroja   | CR     |

(*) Estado de conservación

## Taxonomía
Los amplios estudios filogenéticos recientes de Burns et al. (2014) demuestran que el presente género está hermanado a un clado formado por Cyanicterus hermanado al par Compsothraupis + Sericossypha, en una subfamilia Nemosiinae.